# 급류 익사 사고
급류 익사 사고는 빠른 급류나 파도에 휩사여 사망하거나 다치는 사고이다. 주로 강이나 계곡에서 발생한다.

## 예방
- 비가 올때는 강이나 계곡에서 물놀이 하지 않는다.
- 안전이 인증된 강이나 계곡에서 물놀이 한다.